# Viña del Mar
Viña del Mar (na španjolskom jeziku znači morski vinograd) je grad na obali u središnjem dijelu Čilea. Nalazi se oko 110 km sjeverozapadno od glavnoga grada Santiaga i na južnom dijelu graniči sa susjednim gradom Valparaísom. 2004. godine grad je imao 318.000 stanovnika i po broju stanovnika bio je četvrti grad po veličini u Čileu.
Viña del Mar popularno je ljetovalište s brojnim plažama.

## Vanjske poveznice
- Webstranica grada